# Фернандесский морской котик
Фернандесский морской котик, или хуанфернандский морской котик, или морской котик Хуана Фернандеса (лат. Arctocephalus philippii), — вид ластоногих из семейства ушастых тюленей. Относится к роду южных морских котиков.

## Описание
Фернандесский котик — один из самых мелких видов ушастых тюленей, меньшие размеры характеризуют только галапагосских морских котиков. Они водятся только на тихоокеанском побережье Южной Америки, а точнее на островах Хуан-Фернандес и Ислас-Десвентурадас. Об этом виде до сих пор многое неизвестно. Ученые до сих пор не знают ни средней продолжительности жизни этого вида, ни рациона и поведения самцов, кроме сезона размножения.
Длина тела самцов составляет 150—210 см, при массе 140—159 кг. Длина самки — 140—150, при массе около 50 кг.

## История изучения
Фернандесский котик был обнаружен и назван Хуаном Фернандесом в середине 1500-х годов. После обнаружения тюленя его популяция была сокращена из-за чрезмерной охоты для торговли пушниной. Считалось, что фернандесские котики вымерли, пока в 1960-х годах на островах Хуана Фернандеса не была обнаружена небольшая группа из 200 особей. Современная численность оценивается более чем 12 000 особей.

## Распространение
Населяет острова Хуан-Фернандес, что расположены в южной части Тихого океана неподалёку от побережья Чили.